# Gáspár Bernát
Gáspár Bernát, 1896-ig Grosz (Tiszalök, 1865. március 21. – Budapest, 1946.) magyar műfordító, nyelvtanár. Felekiné Gáspár Anni festőművész apja.

## Élete
Grosz M. Lajos és Czitrom Anna fia. Iskolákat nem végzett, hanem autodidaktikus úton képezte magát. Társadalmi kérdésekről számos cikket írt különböző lapokba. A Kossuth-irodalom szempontjából jelentős tanulmányai A művelt külföld nagyjainak véleménye Kossuthról és a Kossuth Lajos angliai és amerikai beszédeiről, melyek a Régi oklevelek és okiratok tára címet viselő folyóiratban jelentek meg. 1905 körül Kossuth Ferenc megbízásából átültette Kossuth Lajos összes angliai és amerikai beszédét magyar nyelvre. Lefordította Madách Imre Az ember tragédiája című művét angolra, s ezenkívül mintegy 600 magyar népdalt ugyancsak angolra. Nyelvtanárként is aktív volt és tanítványai sorába tartozott Vázsonyi Vilmos, Csók István és Hubay Jenő is, s Herczeg Ferenc is vele fordíttatta le műveit angolra. Számos magyar népdalt fordított még francia és jiddis nyelvre is. 1891-től Budapesten, a Vörösmarty utcában nyelviskolát működtetett.

## Családja
Házastársa Goldstein Róza volt, Goldstein Simon és Krausz Eszter lánya, akit 1901. május 19-én Budapestem, a Terézvárosban vett nőül. 1918-ban elváltak.
Gyermekei:
- Felekiné Gáspár Anni (1902–1992) festőművész
- Gáspár Lajos Lucián (1908–1944)[4] drogista segéd, munkaszolgálatosként életét vesztette. Felesége Naymayer Margit volt.[5]

## Művei
- A francia igeragozás elmélete (1906)